# 전갈자리 람다
전갈자리 람다(Lambda Scorpii)는 전갈자리에 있는 별로, 바이어 명명법의 순서와는 달리 이 별은 전갈자리 내에서 두 번째로 밝다. 전통적인 이름은 샤울라(Shaula)로 아랍어 aš-šawlā´에서 왔고 의미는 '세운 꼬리'이다. 이 별은 전갈자리에서 전갈의 꼬리 부분에 있다. 중국어로는 尾宿八(꼬리에서 여덟 번째 별)로 표기한다.
전갈자리 람다는 눈에 보이는 3개의 동반성으로 이루어져 있다. 첫째 별 람다 A는 분광형 B의 청색 준거성이다. A로부터 천구상에서 42초각 떨어져 있는 람다 B는 겉보기 등급이 15등급이며, A에서 95초각 떨어진 람다 C는 12등급의 밝기를 보인다. 그러나 이들이 실제 중력으로 묶여 있는 항성계인지는 확실하지 않다. 만약 이들이 하나의 항성계일 경우, A와 B의 거리는 7,500AU이며 A와 C의 거리는 17,000AU(0.27광년)이다.
분광학 및 간섭계를 통하여 관찰한 결과 A는 실제로 두 개의 분광형 B 항성과 하나의 전주계열성으로 이루어진 삼중성계였다. 이들 중 가장 밝은 주성은 세페우스자리 베타 변광성이다. 전주계열성은 주성의 주위를 6일에 한 번 공전하며, 분광형 B 항성은 주성을 1053일에 한 번 돈다. 세 항성은 같은 공전궤도면을 갖는다. 주성, 전주계열성, 분광형 B 항성의 질량은 각각 태양의 10.4, 1.8, 8.1배이다. 항성계의 나이는 약 1천만에서 1천 3백만 년 정도로 추측된다.